# Zeegendorf
Zeegendorf ist ein Gemeindeteil der Gemeinde Strullendorf im oberfränkischen Landkreis Bamberg in Bayern.

## Geografie
Das Kirchdorf Zeegendorf liegt auf einer Höhe von ungefähr 400 m ü. NN im Naturpark Fränkische Schweiz-Veldensteiner Forst am Nordhang des Katzenberges (558,5 m).
Der durch den Ort fließende Zeegenbach entspringt etwa 2 km östlich.

## Geschichte
Im Jahre 1109 übergab der heilige Bischof Otto von Bamberg Zeegendorf „mit allem Nutzen“ dem Stift St. Jakob in Bamberg. 1391 bekundete Ulrich Marckard, „gesessen zu Zechendorf“, dass er „in Erbpacht genommen eine Hofstatt in Zechendorf an unserer lieben Frau Acker der Capellen zu Mistendorf“.
Im Jahr 1430 wurde diese Kapelle zur Pfarrkirche erhoben. Zwischen 1183 und 1234 wurden „Gundeloch, Reinold und Siegfried von Zeegendorf“ bei Grundstücksgeschäften als Zeugen genannt. Sie dürften Bamberger Ministeriale gewesen sein.
In Zeegendorf gab es in früher Zeit auch ein herrschaftliches Haus. 1432 wurde ein „Obernwal und Sitz“ im Dorf genannt. Für 1525 steht in der Steuerliste: „Otto Nüßlein sitzt auf einem Gut, der Wall, des Hans Nüßlein. Ist lehenhaft meinem Herrn vom Kapitel im Domstift.“ 1633 besaßen die Brüder Veit und Pankraz Nüßlein drei Hofstätten. Dazu gehörte auch das Anwesen auf dem Wall, längst kein herrschaftlicher Besitz mehr. In diesen Kriegsjahren wurden die Höfe ein Raub der Flammen. Der Hausname Burg bezeugt noch zuverlässig den Standort des ehemaligen Gutes.
Zeegendorf gehörte früher zum Gerichtsbezirk Memmelsdorf. Von dort kam mehrmals im Jahr der Vogt und saß zu Gericht. 13 weitere Dörfer gehörten zum Gerichtsort Zeegendorf. Sie mussten auch die Gerichtsschöffen stellen.
Nach 1594 wurde Mistendorf Gerichtsort. 1627 nahmen 200 Einwohner an der Pflichtbeichte zu Ostern teil. Sie unterstanden 12 Lehensherren. Die meisten Lehen besaßen der Domdekan mit 22 und der Streitberger zu Burggrub (Veit Hector) mit sechs, darunter auch die beiden Wirtshäuser. Diese wurden mit 13 weiteren Höfen 1633 von den Schweden abgebrannt. 1636 wurden die Osterbeichter wieder genau erfasst. Es waren nur noch 55 vorhanden, 18 Männer und 37 Frauen. Als 1690 die Ritter von Streitberg in der männlichen Linie ausstarben, übernahmen die Schenk von Stauffenberg die Zeegendorfer Lehen.
1952 wurde in Zeegendorf der Bau der Filialkirche vollendet. Am 24. August erhielt St. Josef die kirchliche Weihe. 1966 kamen drei Glocken auf den Turm. 1970 legte die damals noch eigenständige kleine Gemeinde den Friedhof an.
Die Eingemeindung nach Strullendorf fand am 1. Mai 1978 statt. Die Gebietsreform im Freistaat Bayern wurde in den Jahren 1971 bis 1980 durchgeführt und hatte das Ziel, leistungsfähigere Gemeinden und Landkreise zu schaffen. Zeegendorf kam im Zuge dieser Maßnahme mit sechs weiteren Orten zu Strullendorf und bildet gemeinsam mit diesen die heutige Gemeinde Strullendorf.

## Kultur
Es gibt mehrere Vereine in Zeegendorf:
- Freiwillige Feuerwehr Zeegendorf
- Soldatenkameradschaft Zeegendorf
- Schützenverein St. Hubertus Zeegendorf 1957 e. V.

## Infrastruktur
Zeegendorf liegt an der Staatsstraße 2188.

## Baudenkmäler
Die katholische Filialkirche St. Joseph, drei Wohnstallhäuser und zwei Bauernhäuser sind Baudenkmäler. Denkmalgeschützt sind außerdem eine ehemalige Mühle und ein dort befindliches Kruzifix.